# مايك هوف
مايك هوف (بالإنجليزية: Mike Huff)‏ هو لاعب كرة قاعدة أمريكي، ولد في 11 أغسطس 1963 في هونولولو في الولايات المتحدة.

## وصلات خارجية
- مايك هوف على موقعبيزبول رفرنس.كوم (الدوري الرئيسي) (الإنجليزية)
- مايك هوف على موقعبيزبول رفرنس.كوم (الدوري الثانوي) (الإنجليزية)
- مايك هوف على موقع مشجعي الرسوم البيانية (الإنجليزية)